# Дециметр

Линейка с делениями в сантиметрах (см) и дециметрах (дм). Красные цифры обозначают дециметры (10 см = 1 дм).

Дециметр (русское обозначение: дм; международное: dm; от фр. décimètre) — дольная единица измерения расстояния в Международной системе единиц (СИ), равная одной десятой метра.

## Соотношение с другими единицами
1 дециметр равен:
- 0,1 м (метра)
- 10 см (сантиметров)
- 100 мм (миллиметров)
- 108 Å (ангстрем)
- ≈3,937 дюймов

В астрономии и геодезии дециметр практически не используется, уступая более крупным (километр) или более точным (миллиметр) единицам.

## История введения
Дециметр был введён во Франции в 1795 году вместе с другими единицами метрической системы после Великой французской революции.
Интересный факт: первоначально метр был определён как одна десятимиллионная часть расстояния от Северного полюса до экватора по Парижскому меридиану, что делало дециметр естественной производной единицей.

## Применение

### В образовании
Дециметр активно используется в:
- Школьных учебниках математики для начальных классов
- Обучающих материалах по геометрии
- Наглядных пособиях для объяснения метрической системы

### В технике и промышленности
- В радиотехнике для обозначения дециметровых волн (ДМВ) — радиоволн длиной от 10 см до 1 м
- При производстве мебели (особенно в Европе)
- В кожевенной промышленности (площадь кожи часто измеряют в квадратных дециметрах)
- В производстве листовых материалов (металл, пластик)

### В быту
Хотя в повседневной жизни чаще используют сантиметры и метры, дециметры встречаются в:
- Размерах некоторых кухонных принадлежностей
- Параметрах бытовой техники
- Габаритах мебели

## Литр и кубический дециметр

Кубический дециметр (1 дм³), равный 1 литру

С 1964 года по решению 12-й Генеральной конференции по мерам и весам:
Литр равен 1 кубическому дециметру (дм3)
Официальное определение литра с 1964 года

### Историческая справка
- 1793 — во Франции литр введён как мера объёма
- 1901 — 3-я Генконференция определила литр как объём 1 кг воды при:
  - Давлении 1 атмосфера (760 мм рт. ст.)
  - Температуре максимальной плотности воды (4 °C)
- 1964 — переопределение литра через кубический дециметр

Интересно, что с 1901 по 1964 годы:
1 дм3 = 0,999972 л 

1 л = 1,000028 дм3

## Дециметр в культуре
- В русской литературе XIX века иногда встречается устаревшее название "десятерик"
- В некоторых европейских языках (например, шведском) decimeter используется чаще, чем в русском
- В финских школах дециметр — основная единица при изучении геометрии

## Интересные факты
- Человеческая ладонь (без пальцев) — около 1 дм в ширину
- Стандартный кирпич имеет длину ≈2,5 дм
- Диаметр компакт-диска (CD) — 12 см = 1,2 дм
- В некоторых странах осадки измеряют в дециметрах (1 дм осадков = 100 мм)